# Moscano
Moscano è una frazione del comune di Fabriano, nella provincia di Ancona, nella regione Marche.

## Geografia fisica
Moscano si trova a un'altitudine di 456 m s.l.m., è un piccolo paese collinare che si trova tra il monte Remosse e il monte Conche.
Il paese è suddiviso in due parti: la parte inferiore dove è presente anche una piccola chiesa, e la parte superiore detta Reggiano.

## Festa della Trebbiatura
La festa della Trebbiatura è un appuntamento annuale di tre giorni che si svolge il primo week-end di luglio.